# کوجی ماتسورا
کوجی ماتسورا (انگلیسی: Koji Matsuura؛ زادهٔ ۵ مهٔ ۱۹۸۰) بازیکن فوتبال اهل ژاپن است.
از باشگاه‌هایی که در آن بازی کرده‌است می‌توان به باشگاه فوتبال توکیو وردی و باشگاه فوتبال سانفریس هیروشیما اشاره کرد.